# 卡利克斯市镇
卡利克斯市镇（瑞典語：Kalix kommun）是瑞典北部北博滕省的一个市镇。其治所位于卡利克斯。

## 姊妹城市
卡利克斯市有一个姊妹城市:
- 芬兰皮耶拉韋西